# Ghosts (sång av Japan)
Ghosts är en låt av den brittiska gruppen Japan från albumet Tin Drum. Låten utgavs som singel i mars 1982 och nådde 5:e plats på brittiska singellistan, vilket blev gruppens största singelhit.
År 2000 spelade sångaren och låtskrivaren David Sylvian in en ny version av Ghosts med samma bakgrundsmusik som originalversionen till sitt samlingsalbum Everything and Nothing.

## Utgåvor
- Virgin Records: 7" VS472, 7" picture disc VSY72, 12" VS47212

1. "Ghosts" (single mix) - 3:55
2. "The Art of Parties" ("Version" - live) - 5:18